# Borussia Mönchengladbach 12–0 Borussia Dortmund (1978)
Borussia Mönchengladbach 12 x 0 Borussia Dortmund foi uma partida ocorrida no dia 29 de abril de 1978, válida pela 34ª rodada da Bundesliga de 1977–78. É a maior goleada na história da Bundesliga, superando 2 placares de 11 a 1 aplicados por Dortmund e Bayern de Munique nas temporadas 1982–83 e 1971–72. Jupp Heynckes marcou 5 gols e foi eleito o melhor jogador da partida, que foi também a última de sua carreira profissional.
Apesar do resultado, os Potros não evitaram que o Köln conquistasse o título após derrotar o St. Pauli por 5 a 0.

## Antecedentes
Campeão na edição de 1976–77, o Borussia Mönchengladbach iniciou a temporada com apenas duas vitórias em 7 jogos, mas reagiu e alcançou a vice-liderança após 22 partidas disputadas.
Os Potros chegaram à última rodada empatados em pontos com o Köln, ficando atrás de seus rivais no saldo de gols.

## O jogo
Tendo que mandar o jogo no Rheinstadion, em Düsseldorf (pois o estádio Bökelbergstadion estava em reformas), o Mönchengladbach não esperava fazer um placar que lhe desse o sexto título alemão de sua história, mas entrou em campo motivado, enquanto o Dortmund, comandado por Otto Rehhagel, faria uma mudança no gol: Horst Bertram, titular durante a temporada, daria lugar ao reserva Peter Endrulat, que fora informado de que seu contrato não seria renovado.
No primeiro minuto, Heynckes abriu o placar, e aos 32 minutos o placar estava em 5 a 0 para os Potros, chegando ao intervalo com seis gols (Carsten Nielsen, Karl Del'Haye e Herbert Wimmer também balançaram as redes). Nos vestiários do Dortmund, Rehhagel pedia aos jogadores para que eles atuassem "pela honra" da equipe, não tendo feito nenhuma substituição. Endrulat, colocado como titular no gol, garantiu que não tinha problemas em continuar na partida, decisão que consideraria um erro
Na segunda etapa, Heynckes marcaria mais 2 gols, enquanto Nielsen, Del'Haye, Ewald Lienen e Christian Kulik deixaram suas marcas no final do jogo.

## Ficha técnica
| 29 de abril de 1978 | Borussia Mönchengladbach                                                                                     | 12 – 0        | Borussia Dortmund | Rheinstadion, Düsseldorf                   |
|                     | Heynckes 1', 12', 32', 59', 77' · Nielsen 13', 61' · Del'Haye 22', 66' · Wimmer 38' · Lienen 87' · Kulik 90' | Ficha Técnica |                   | Público: 38,000 Árbitro: Ferdinand Biwersi |

| Borussia Mönchengladbach | Borussia Dortmund |

|                |    |                      |  |     |
|                |    |                      |  |     |
| G              | 1  | Wolfgang Kleff       |  |     |
| Z              | 2  | Berti Vogts          |  |     |
| Z              | 4  | Hans-Jürgen Wittkamp |  |     |
| Z              | 3  | Wilfried Hannes      |  |     |
| MD             | 6  | Horst Wohlers        |  |     |
| MC             | 10 | Christian Kulik      |  |     |
| MC             | 8  | Herbert Wimmer ()    |  |     |
| ME             | 5  | Carsten Nielsen      |  |     |
| PD             | 9  | Karl Del'Haye        |  |     |
| A              | 11 | Jupp Heynckes        |  |     |
| PE             | 7  | Allan Simonsen       |  | 77' |
| Substituições: |    |                      |  |     |
| PE             | 13 | Ewald Lienen         |  | 77' |
| Treinador:     |    |                      |  |     |
| Udo Lattek     |    |                      |  |     |

|               |     |                        |  |
|               |     |                        |  |
| GK            | 1   | Peter Endrulat         |  |
| LD            | 3   | Amand Theis            |  |
| Z             | 2   | Werner Schneider       |  |
| Z             | 4   | Lothar Huber           |  |
| LE            | 5   | Herbert Meyer          |  |
| MD            | 7   | Burkhard Segler        |  |
| MC            | 6   | Mirko Votava           |  |
| MC            | 11  | Hans-Joachim Wagner    |  |
| ME            | 8   | Manfred Burgsmüller () |  |
| A             | 9   | Wolfgang Frank         |  |
| A             | 10' | Peter Geyer            |  |
| Treinador:    |     |                        |  |
| Otto Rehhagel |     |                        |  |

| Homem do jogo: Jupp Heynckes (Borussia Mönchengladbach) |

## Repercussão
Após o jogo, Otto Rehhagel seria demitido pela direção do Borussia Dortmund, sendo substituído de forma interina por Sigi Held e Carl-Heinz Rühl (de forma efetiva), A equipe aurinegra multou seus atletas entre 2 mil e 2.500 marcos, enquanto o goleiro Endrulat seria transferido para o Tennis Borussia Berlin, onde jogaria por 3 temporadas. Harald Schumacher, goleiro do Köln, mostrou-se "enojado" com a atuação do Dortmund, mas que "estava feliz" com a conquista da Bundesliga pelos Bodes.
Houve suspeitas de manipulação de resultados e a Federação Alemã de Futebol chegou a investigar o Dortmund, mas não encontrou provas.